# Relations entre l'Azerbaïdjan et le Bangladesh
Les relations entre l'Azerbaïdjan et le Bangladesh font référence aux relations bilatérales entre la république d'Azerbaïdjan et la république populaire du Bangladesh. L'ambassadeur d'Azerbaïdjan en Inde, est également accrédité auprès du Bangladesh. Alors que l'ambassadeur du Bangladesh en Turquie est accrédité comme ambassadeur du Bangladesh en Azerbaïdjan. Le Bangladesh a soutenu l'Azerbaïdjan au sein des Nations unies en ce qui concerne le conflit du Haut-Karabakh. L'Azerbaïdjan a soutenu le Bangladesh lors de sa nomination à l'Organisation maritime internationale en 2011.

## Histoire
L'Azerbaïdjan a déclaré son indépendance le 30 décembre 1991 ; le 26 février 1992, le Bangladesh est devenu la 13e nation à entamer officiellement des relations diplomatiques avec eux.
En 2013, Muhammad Faruk Khan, ministre de l'aviation civile et du tourisme du Bangladesh, s'est rendu à Bakou pour participer au 2e Forum mondial sur le dialogue interculturel. L'ancien ministre des affaires étrangères du Bangladesh, Dipu Moni, a effectué une visite officielle à Bakou en 2013. Moni a eu une réunion officielle avec le président azerbaïdjanais Ilham Aliyev. Elle a également rencontré le ministre du développement économique Shahin Mustafayev et le chef du service national des migrations, le ministre Firudin Nabiyev. La visite officielle de Dipu Moni à Bakou a été qualifiée de « tournant » dans les relations bilatérales entre l'Azerbaïdjan et le Bangladesh. L'ambassadeur d'Azerbaïdjan en Inde, est également l'ambassadeur de son pays au Bangladesh tandis que l'ambassadeur du Bangladesh en Turquie, est également accrédité en tant qu'ambassadeur du Bangladesh en Azerbaïdjan.

## Conflit du Haut-Karabakh
Le Bangladesh a soutenu l'Azerbaïdjan au sein des Nations unies en ce qui concerne le conflit du Haut-Karabakh,. Il soutient la position de l'Azerbaïdjan concernant la question du génocide de Khojaly.

## Coopérations
En 2013, l'Azerbaïdjan et le Bangladesh ont signé un protocole d'accord relatif à la coopération entre leurs académies du service extérieur. L'Azerbaïdjan a soutenu le Bangladesh lors de sa nomination à l'Organisation maritime internationale en 2011. Les deux pays sont membres de l'initiative de la Banque asiatique d'investissement pour les infrastructures.

### Transfert de technologie
L'Azerbaïdjan a exprimé son intérêt pour le transfert de sa technologie minière avancée au Bangladesh,.

### Relations économiques
L'Azerbaïdjan et le Bangladesh ont manifesté leur intérêt pour l'expansion du commerce et des investissements. L'Azerbaïdjan est désireux d'importer des vêtements confectionnés, des produits pharmaceutiques, du cuir et des produits céramiques du Bangladesh. L'Azerbaïdjan est également intéressé par l'importation de main-d'œuvre du Bangladesh pour soutenir les efforts de développement des infrastructures. En 2013, les deux pays sont convenus de former une commission économique conjointe (CCE) pour « explorer les opportunités commerciales, économiques et d'investissement non exploitées ». En 2014, l'Azerbaïdjan a envoyé un projet d'accord sur la coopération commerciale et économique (CCE) au ministère du commerce du gouvernement du Bangladesh. L'accord contribuera à « élargir leur coopération en impliquant les organismes gouvernementaux opérant dans les domaines économiques, les organisations professionnelles, les entreprises, les fédérations, les chambres, les entités régionales et locales ». L'accord prévoit également de multiplier « les visites, les rencontres et autres interactions entre les personnes et les entreprises des deux pays afin d'assurer la participation à des foires, des événements commerciaux, des séminaires, des symposiums et des conférences ».